# Torneio de Roland Garros de 1988
O Torneio de Roland Garros de 1988 foi um torneio de tênis disputado nas quadras de saibro do Stade Roland Garros, em Paris, na França, entre 23 de maio e 5 de junho. Corresponde à 21ª edição da era aberta e à 87ª de todos os tempos.

## Finais

### Profissional
| Categoria | Evento    | Campeã(s)(o/ões)                | Vice-campeã(s)(o/ões)                    | Resultado           | Chave(s)  | Chave(s)       |
| --------- | --------- | ------------------------------- | ---------------------------------------- | ------------------- | --------- | -------------- |
| Simples   | Masculino | Mats Wilander                   | Henri Leconte                            | 7–5, 6–2, 6–1       | principal | qualificatório |
| Simples   | Feminino  | Steffi Graf                     | Natasha Zvereva                          | 6–0, 6–0            | principal | qualificatório |
| Duplas    | Masculino | Andrés Gómez Emilio Sánchez     | John Fitzgerald Anders Järryd            | 6–3, 86–7, 6–4, 6–3 | principal | principal      |
| Duplas    | Feminino  | Martina Navrátilová Pam Shriver | Claudia Kohde-Kilsch Helena Suková       | 6–2, 7–5            | principal | principal      |
| Duplas    | Misto     | Lori McNeil Jorge Lozano        | Brenda Schultz-McCarthy Michiel Schapers | 7–5, 6–2            | principal | principal      |

### Juvenil
| Categoria | Evento    | Campeã(s)(o/ões)                  | Vice-campeã(s)(o/ões) | Resultado     | Chave(s)  | Chave(s)       |
| --------- | --------- | --------------------------------- | --------------------- | ------------- | --------- | -------------- |
| Simples   | Masculino | Nicolás Pereira                   | Magnus Larsson        | 7–6, 6–3      | principal | qualificatório |
| Simples   | Feminino  | Julie Halard                      | Andrea Farley         | 6–2, 4–6, 7–5 | principal | qualificatório |
| Duplas    | Masculino | Jason Stoltenberg Todd Woodbridge |                       |               | principal | principal      |
| Duplas    | Feminino  | Alexia Dechaume Emmanuelle Derly  |                       |               | principal | principal      |